# Im Schatten des Korans
Im Schatten des Korans (arabisch في ظلال القرآن, DMG Fī ẓilāl al-qurʾān ‚Im Schatten des Korans‘) ist das literarische Hauptwerk des ägyptischen islamistischen Theoretikers der Muslimbruderschaft Sayyid Qutb (1906–1966). Dabei handelt es sich um einen Korankommentar in 30 Bänden, worin sämtliche 114 Suren behandelt werden. Die 30 Bände entsprechen den 30 Dschuzʾ-Einheiten des Korans.
Im Jahre 1951 begann der Autor mit der Niederschrift, die sich bis 1965 hinzog. Der größte Teil des Werks wurde im Gefängnis geschrieben bzw. revidiert und ergänzt, als Qutb nach einem Attentatsversuch auf den ägyptischen Staatspräsidenten Gamal Abdel Nasser im Jahre 1954 zu einer jahrzehntelangen Haftstrafe verurteilt wurde.
In seinem ausführlichen Korankommentar skizziert der Autor seine Anschauungen zum Aufbau einer islamischen Gesellschaft und eines islamischen Staates.

## Bedeutung und Rezeption
Die deutsche, mehrfach verwendete Übersetzung Im Schatten des Korans gibt die Bedeutung des Werkes nur teilweise wieder. Der arabische, im Singular verwendete Ausdruck Fī ẓill..., wörtlich „Im Schatten von…“, bedeutet als Redewendung „Im Schutze von...“. Dementsprechend könnte man den Titel auch mit „Im Schutze des Korans“ übersetzen, was durchaus dem Verständnis des Autors entspricht.
Nach dem amerikanischen Publizisten Paul Berman (* 1949) ist Qutbs Korankommentar eines der „beachtlichsten Produkte an Gefängnisliteratur, das jemals produziert wurde“. In diesem „Meisterwerk“ wird über viele tausend Seiten hinweg eine theologische Kritik der Gegenwart entwickelt, die aus der Lektüre des Korans heraus die Perspektive eines „echten Lebens“ eröffnet, frei von Materialismus und Götzendienst. Eine Art neuer Mensch wird hier entworfen, tugendhaft und nicht entfremdet, der niemandem mehr untersteht: keinem Staat und keinem Klerus, nur Gott. Hartmut Bobzin bezeichnet Im Schatten des Korans als „vielleicht den einflussreichsten (Koran-)Kommentar des 20. Jahrhunderts“, wobei er speziell die Lesbarkeit und die eindringende Textanalyse hervorhebt.
Die Kalifen als Führer der Umma werden im Islam auch als „Schatten Gottes auf Erden“ bezeichnet. Qutb lehnt jedoch in seiner Koranexegese sämtliche Autoritäten wie das Kalifat und die Ulema als Interpreten des göttlichen Wortes ab. Die Herrschaft Allahs auf Erden bedeutet nach Qutb nicht, dass damit der einen oder anderen Gruppe Regierungsrechte gewährt werden, oder dass das Wort Gottes ausschließlich in den Händen des Regimes liegt. Der Autor wendet sich auch gegen Traditionen wie Heiligenverehrung und Sufismus. Nach Qutb liegt es am Gläubigen selbst, den Willen Gottes umzusetzen, und er benötigt dazu keinen Mittler.
In Qutbs Korankommentar wird das Judentum als gefährlicher Konkurrent des Islams dargestellt. Dem Autor zufolge haben die Juden immer wieder versucht, dem Islam zu schaden, mit unterschiedlichen Methoden in den jeweiligen Epochen. Zu den „bösartigen Verschwörungen“, die sie angeblich angezettelt hätten, zählt Qutb Atheismus, Kommunismus, Kapitalismus und sexuelle Unmoral und unterstellt den Juden, sich seit den Tagen von Medina zum Schein zum Islam bekehrt zu haben, um die muslimischen Gemeinden zu unterwandern und von innen her zu bekämpfen.